# Конингэм, Фредерик, 7-й маркиз Конингэм
Фредерик Уильям Генри Фрэнсис Конингэм, 7-й маркиз Конингэм (англ. Frederick William Henry Francis Conyngham, 7th Marquess Conyngham; 13 марта 1924 — 3 марта 2009) — англо-ирландский дворянин, землевладелец и военный, известный среди друзей и семьи как «Маунт». С 1924 по 1974 год он носил титул учтивости — граф Маунт-Чарльз.

## Биография
Родился 13 марта 1924 года в родовом замке Слейн, Ирландия. Старший сын Фредерика Конингэма, 6-го маркиза Конингэма (1890—1974), и Антуанетты Уинифред Томпсон (? — 1966). Конингэм получил образование в Итонском колледже (Виндзор, Беркшир), прежде чем был зачислен в Ирландскую гвардию. Он с отличием служил во время Второй мировой войны в Африке и Европе (упоминается в депешах). Он уволился из британской армии в 1945 году в звании капитана.
Происходил из известной аристократической землевладельческой семьи графств Мит и Донегол (графство)Донегол, Фредерик Конингэм заработал репутацию защитника природы. Талантливый спортсмен, гольф и рыбная ловля были одними из его любимых занятий.
После смерти своего отца в 1974 году он унаследовал семейные титулы. Хотя большинство его титулов принадлежали к Пэрствам Ирландии, он получил право заседать в Палате лордов Великобритании в силу своего вспомогательного титула — барон Минстер (Пэрство Соединённого королевства). Несмотря на это, он так и не занял свое место, и с принятием Закона о Палате лордов 1999 года потерял свое право.
В 1976 году Фредерик Конингэм покинул Ирландию, чтобы жить на острове Мэн, хотя продолжал навещать своего сына в замке Слейн. Он заболел раком в конце 2008 года и умер шесть месяцев спустя во время визита в Йоханнесбург.
Отпевание Конингэма 10 марта 2009 года состоялось в церкви Святого Павла, Рэмси, остров Мэн, во главе с епископом Робертом Патерсоном.

## Браки и дети
29 апреля 1950 года Фредерик Конингэм женился первым браком на Эйлин Рен Ньюсам (умерла 20 ноября 2016), дочери капитана Чарльза Рена Ньюсама и Эйлин Ашер, от которой у него было трое сыновей до развода в 1970 году:
- Генри Вивьен Пирпойнт Конингэм, 8-й маркиз Конингэм  (родился 23 мая 1951 года), дважды женат, четверо детей
- Лорд Саймон Чарльз Эвелей Рен Конингэм (родился 20 ноября 1953 года), дважды женат, двое детей
- Лорд Фредерик Уильям Патрик Конингэм (родился 23 марта 1959 года), дважды женат, детей не имеет[4].

Его второй брак, в 1971 году, с Элизабет Радд (урожденной Хьюз), также был расторгнут. Его третья жена, Дафна Уокер (урожденная Армор), на которой он женился в 1980 году, но она умерла в 1986 году: сын от её первого брака — генерал-лейтенант Роланд Уокер (род. 1970). В четвёртый раз в 1987 году он женился на Эмме Кристиан Аннабель (урожденной Агню) (род. 3 января 1951), ныне именуемой вдовствующей маркизой Конингэм, которая была назначена дамой справедливости ордена Святого Иоанна (DStJ) в 2010 году.

## Титулатура
- 7-й маркиз Конингэм с 1 апреля 1974 года
- 7-й граф Конингэм с 1 апреля 1974 года
- 7-й граф Маунт-Чарльз с 1 апреля 1974 года
- 9-й барон Конингэм из Маунт-Чарльза, графство Донегол с 1 апреля 1974 года
- 7-й барон Минстер из Минстер-Эбби, графство Кент с 1 апреля 1974 года
- 7-й виконт Маунт-Чарльз с 1 апреля 1974 года
- 7-й виконт Конингэм из Маунт-Чарльза, графство Донегол с 1 апреля 1974 года.